# Rauer Flötenfisch
Der Raue Flötenfisch (Fistularia petimba) ist ein sehr schlanker, langgestreckter Raubfisch, der in tropischen, subtropischen und gemäßigten Regionen des Atlantiks und des Indopazifiks weit verbreitet ist.

## Verbreitung
Im Atlantik reicht sein Verbreitungsgebiet im Osten von der Küste der spanischen Region Galicien bis nach Angola, im westlichen Atlantik von Massachusetts bis zum südlichen Brasilien. Im Indopazifik kommt er von der ostafrikanischen Küste bis Südjapan, Victoria (Australien), Hawaii und Tuamotu vor. Außerdem lebt er im Roten Meer. Fänge an der Küste Andalusiens zeigen, dass er durch die Straße von Gibraltar ins Mittelmeer eingewandert ist. Im östlichen Pazifik wird er durch Fistularia corneta ersetzt, eine sehr ähnliche Art.

## Merkmale
Der Raue Flötenfisch kann eine Maximallänge von zwei Meter erreichen, hat aber für gewöhnlich Längen von 1,50 bis 1,80 Meter. Sein Körper ist zylindrisch und sehr dünn. Er besitzt eine auffällige, lang ausgezogene, röhrenförmige Schnauze. Die Rückenflosse wird von 13 bis 15 Weichstrahlen gestützt, die Afterflosse von 13 bis 15. Die Schwanzflosse läuft in einem langen Filament aus. Der Raue Flötenfisch ist rötlich oder grünlichbraun bis orangebraun gefärbt. In der Nacht zeigt er ein Muster von breiten Querbändern. Jungfische sind gepunktet. Vor und hinter der Rückenflosse ist jeweils eine Reihe von Knochenplatten zu erkennen.
Er wird oft mit dem Glatten Flötenfisch (Fistularia commersoni) verwechselt, der aber grünlichbraun gefärbt ist und keine Knochenplatten auf seiner Rückenmitte hat.

## Lebensweise
Der Raue Flötenfisch bewohnt küstennahe Areale mit Weichböden, normalerweise in Tiefen unter 10 Meter, ausgewachsene Tiere unterhalb von 30 Meter. In den Tropen kommt er nur in Gegenden vor, in denen kühles Auftriebswasser die Oberfläche erreicht. Er lebt als Einzelgänger oder in kleinen Schulen und ernährt sich von kleinen Fischen und Krebstieren.